# Ranunculus sandwithii
Ranunculus sandwithii är en ranunkelväxtart som beskrevs av Alicia Lourteig. Ranunculus sandwithii ingår i släktet ranunkler, och familjen ranunkelväxter. Inga underarter finns listade i Catalogue of Life.